# Tom Simpson (músico)
Tom Simpson es un músico británico. Es un ex DJ, que actualmente es el teclista de la banda de rock alternativo e indie rock Snow Patrol. Aprendió a tocar el teclado para el más reciente álbum, recabando la ayuda del pianista/bajista Paul Wilson. Los dos suelen tocar juntos.
Tocó con Snow Patrol durante muchos años de gira como DJ, así como la prestación de los efectos sobre el tocadiscos para el álbum debut Songs for Polars Bears. Fue solo un miembro de ayuda de la banda hasta después del álbum Final Straw. Antes de hacerse miembro de pleno derecho, entre giras, servía pizzas en un café-bar en Dundee, Escocia llamado la Cul De Sac, recientemente conocido como el Social.
Sus anteriores influencias de DJ en shows, incluyendo: funk, soul y hip hop, como The Spaceship, Skoolin y The Plat Clinic, se celebró en el antiguo Café Bar en el Duncan Jordastone del Colegio de Arte y Diseño. La mayoría de esas noches se realizaron en colaboración con su antiguo amigo Nick Decosemo, DJ de la banda Freeform Five. 
Tom Simpson asistió a la Escuela Secundaria en Monifieth Angus, Escocia. 

## Arresto
Simpson fue detenido en la RAF Northolt el 7 de julio de 2007, poco después de haber realizado con Snow Patrol en el Live Earth en Wembley Stadium, acusado por posesión de drogas de Clase A (en su caso, cocaína). Los cargos contra Simpson y un amigo ya se han olvidado.